# 266年
| 千纪： | 1千纪                                                                                           |
| 世纪： | 2世纪 \| 3世纪 \| 4世纪                                                                         |
| 年代： | 230年代 \| 240年代 \| 250年代 \| 260年代 \| 270年代 \| 280年代 \| 290年代                       |
| 年份： | 261年 \| 262年 \| 263年 \| 264年 \| 265年 \| 266年 \| 267年 \| 268年 \| 269年 \| 270年 \| 271年 |
| 纪年： | 丙戌年（狗年）；东吴甘露二年，宝鼎元年；西晋泰始元年/二年                                       |

## 大事记
- 乙酉年十二月（266年2月），司馬炎廢魏元帝曹奂，自立為帝，建立晉朝，魏國滅亡。
- 倭女王壹與遣使朝貢西晉。
- 八月，孫皓分置左、右丞相，左丞相由陸凱擔任，右丞相則安排自己的親信萬彧擔任。
- 2月4日：三國時期魏國皇帝曹奐被迫禪位於司馬炎，晉朝建立。

## 各国领袖

### 亞洲
- 中國
  - 西晋皇帝：晋武帝司马炎（266年－290年）
  - 孙吴皇帝：吴末帝（乌程侯）孙皓（264年－280年）
- 拓跋部 - 拓跋力微, 鲜卑大人（219年－277年）
- 日本- 神功皇后（攝政，200年－270年）
- 朝鲜半岛（朝鲜三国时代）
  - 百济 - 古尔王，百济王 （234年－286年）
  - 伽耶 - 麻品王，伽耶君主（259年－291年）
  - 高句丽 - 中川王，高句丽王（248年－270年）
  - 新罗 - 味邹尼師今，新罗王（262年－284年）
- 亚美尼亚- 梯里达底三世，亚美尼亚王（252年－287年）
- 伊比利亚 - Aspacures一世，伊比利亚国王（265年－284年）
- 贵霜帝国 - Kanishka三世，贵霜君主（265年－270年）
- 巴克特里亞与健馱邏國- Hormizd一世（265年－295年）
- 波斯萨珊王朝 - 沙普尔一世，波斯国王（241年－272年）
- 印度笈多王朝 - 室利笈多（英语：Gupta (king)），笈多国王（240年－280年）
- 泰米尔哲罗王朝 - Perumkadungo（257年－287年）
- 西薩特拉普王朝- Rudrasen二世（256年－278年）

### 欧洲
- 罗马帝国 - 
  - 加里恩努斯，罗马皇帝（253年－268年）
  - 奥登纳图斯，东方（巴尔米拉）总督（258年－267年）
- 高卢帝国 - 波斯杜穆斯（260年－268年）

### 非洲
- 库施王朝 - 
  1. Teqorideamani，（246年－266年）
  2. Malegorobar，（266年－283年）